# Słowacja na Zimowych Igrzyskach Paraolimpijskich 2010
Słowację na Zimowych Igrzyskach Paraolimpijskich 2010 reprezentowało trzynastu zawodników w narciarstwie alpejskim i biegach narciarskich.

## Medale
| Medal | Zawodnik    | Sport                 | Wydarzenie                        | Data     |
| ----- | ----------- | --------------------- | --------------------------------- | -------- |
|       | Jakub Krako | Narciarstwo alpejskie | Slalom mężczyzn - osoby niewidome | 14 marca |

| Medale według sportów | Medale według sportów | Medale według sportów | Medale według sportów | Medale według sportów |
| --------------------- | --------------------- | --------------------- | --------------------- | --------------------- |
| Sport                 | złoto                 | srebro                | brąz                  | suma                  |
|                       |                       |                       |                       |                       |
| W sumie               |                       |                       |                       |                       |

## Kadra

### Narciarstwo alpejskie
- Michal Beladic
- Iveta Chlebakova
- Martin Cupka
- Radomir Dudas
- Henrieta Farkasova
- Martin France
- Miroslav Haraus
- Norbert Holik
- Jakub Krako
- Marek Kubacka
- Petra Smarzova

### Narciarstwo klasyczne
- Marian Balaz
- Vladimir Gajdiciar